# Horacio Del Federico
Horacio Del Federico (Rosario, 7 febbraio 1966) è un allenatore di pallavolo ed ex pallavolista argentino naturalizzato italiano, di ruolo palleggiatore.

## Carriera

### Giocatore
Horacio iniziò la sua carriera nelle file del River Plate, squadra del massimo campionato del suo paese, l'Argentina. Sbarcò in Italia nel 1988, e giocò per due stagioni nel CUS Roma, subendo una retrocessione.
La carriera di Horacio proseguì con continui salti di categoria, dalla B1 alla A2. La prima apparizione in Serie A1 risale al 1991, mentre era impegnato a difendere i colori della Marconi di Spoleto, squadra nella quale ritornò poi più volte in seguito.
Gli anni di massima visibilità per il giocatore risalgono all'inizio del terzo millennio, dove venne acquistato dal neonato Trentino con cui ottenne due salvezze. Terminò la carriera all'età di 38 anni nel secondo campionato nazionale, nelle file del Bassano.
Ottenne la cittadinanza italiana nel 2001.

### Allenatore
Dal 2007 iniziò la sua carriera da allenatore in Serie B1 e ottenne subito una promozione diretta in Serie A2 e la vittoria nella Coppa Italia di categoria con l'Oderzo.
Quindi si trasferì a Genova all'Igo Genova, sempre in Serie B1 dove in due stagioni ottenne la sua seconda promozione in Serie A2 e la sua seconda Coppa Italia di Serie B1. Passò quindi alla guida nel neonato Genova che acquisì i diritti di partecipazione al campionato 2010-11 di Serie A2 dall'Igo, ottenendo la qualificazione ai play-off promozione con un ottimo quinto posto al termine della stagione regolare.
Dal 31 marzo 2012 ha rassegnato le dimissioni da allenatore di Genova prima del penultimo turno di stagione regolare del campionato di Serie A2 2011-12, venendo sostituito da Franco Bertoli. Nel 2013 è assistente allenatore alla Lokomotiv Baku, nel 2014 allena il Cosenza e nel 2015 il Cantelice. Nel 2016 e  2020  allena il Busnago e successivamente  il Sesto San Giovanni
Dal 2024 è direttore tecnico di Ad Astra volley con sede a Sesto San Giovanni, e allenatore della serie D maschile con cui punta a scalare le classifiche della FIPAV.